# 夏修恕
夏修恕（？年—1840年），字渾初，又字渾夫，號森圃。江西省南昌府新建縣（今屬南昌市）人，清朝政治人物。

## 生平
嘉慶三年（1798年）壬戌科江西鄉試第一百十六名舉人。
嘉慶七年（1802年）壬戌科第三甲第一百五十五名同進士出身。選翰林院庶吉士。
九年（1804年），加入消寒詩社。十年（1805年）四月散館，授翰林院檢討。充國史館協修官、功臣館纂修官。
十二年（1807年），充任丁卯順天鄉試同考官。
十六年（1811年），充辛未科會試同考官。
十七年（1812年），考選都察院山西道監察御史。
十八年（1813年），四月，奏請「釐刑獄以省拖累」，嘉慶帝上諭：「所奏深合事理。國家明刑弼教，意本期於無刑，有罪者不容輕縱，無罪者尤不可株連。刑部雖總理讞獄，然案情較重、罪名大小，辦理自有等差。近日五城及步軍統領衙門於尋常訟案罪止杖笞以下者，往往不察事理，概以送部了事，以致刑部現審之案日積日多，不能速為斷結，迨至逐案審理，其事甚細，而到案之人久羈縲絏，隸徒中飽，貲產蕩然。又或查拏案犯，不辨真偽，輒請交部嚴鞫，及訊明無辜被累，而正犯轉得遠颺，紛紛株繫，桎梏相望，皆足上干天和。著刑部詳查定例並酌定條款，凡輕罪細故、可由五城及步軍統領衙門審結者，俱令自行擬結；其應送部而不送部者，固當照例參處，如不應送部而率意送部者，刑部將原案駮回並將該衙門題奏請旨。至於刑部收禁人犯，尤當審度案情，其問徒以下輕罪人犯、以及干連待質之人，例應取保候審，今往往一概收禁，以致囹圄積滯、疾病顛連，甚或遭瘐斃之慘。據該御史奏稱本年正月以來，獄犯患病及病故者已數十起，殊堪憫惻。著刑部查明現在監禁人犯，此內凡輕罪及傳案待質者，立即清理省釋，毋稍稽滯。嗣後該堂官並隨時查察，如司員等有濫傳收禁者，均予參處；其內外問刑衙門引用律例，前曾有旨，不得用雖但字樣、抑揚其詞，今或以他字代用，仍復何所區別，著再行申禁。斷案總當援引正條，如本有專律，不得改引他條，意為重輕，文致人罪。又該御史奏請飭令刑部於承審本司之外勿另行派審一條，讞獄之道，本當專其責成，即如刑部為執法之官，朕於一切案件皆交該部審擬；遇有案情重大者，特派大學士九卿或軍機大臣會審，亦非事所恒有。今刑部於籤分各司之案，多派員會審，殊非覈實之法。嗣後除實有疑難重案，仍准遴派幹員會審外，其尋常案件總責令承辦之司細心推鞫，俾令各舉其職，以杜諉卸。該堂官其加意整飭，欽恤惟刑，用協咸中之慶。」八月，轉京畿道監察御史。
十九年（1814年），正月，針對癸酉之變善後事宜奏請「嚴禁妄拏無辜」，上諭：「所奏甚是，此次辦理叛案，其從賊逆黨必當悉數捕誅，不容一名漏網。但豈得因此株累查拏，擾及良善？近日審訊各處查緝送部之人，多有妄報邀功、挾仇誣陷者，雖審明後即予昭雪，而其人羈禁囹圄，室家播棄，貲產蕩然，且有因以瘐斃者。似此妄行羅織，心實不忍，良民何辜，遭此苛政，其可以消沴戾而召祥和。現在必應查拏之犯，俱經刑部將年貌住址根究明確，開單飭交京畿及各省按名踹緝，務獲究辦。此外如再有妄拏無辜誘供刑逼、以及仇扳捏控者，審明俱按律坐誣治罪，庶矜慎刑獄，除莠安良，以靖人心而迓昊貺。」後擢都察院兵科給事中。冬季充巡城給事中巡視東倉、東城，罷黜奸猾吏員，剷除盜匪。
二十二年（1817年），擢刑科掌印給事中。六月，彈劾直隸總督方受疇遲延不審理趙師氏呈控案件，奏請究查。外授廣東惠潮嘉兵備道，勦戮匪徒，撫平械鬥，收繳民間鳥槍，訓練州縣壯丁，設置義學，整理韓山書院，改善風氣。
二年（1822年），充任壬午科廣東鄉試提調官。
三年（1823年），四月，以惠潮嘉道署理肇羅道，兼攝肇慶府事務，平反羅定州冤獄。
五年（1825年），與肇慶府知府屠英、高要縣知縣韓際飛等重修《高要縣志》。遷廣東督糧道，督辦築堤，親自捐資，兩次署理鹽運使。隨後以督糧道護理廣東布政使印務。稽查嚴密，禁除若干積弊。充任乙酉科廣東鄉試提調官。受兩廣總督阮元委託總理輯纂刊刻《皇清經解》，並作序文。
七年（1827年），俸滿離任，赴吏部引見。
十年（1830年），四月二十二日，升授湖南按察使，護理布政使印務。清廉平易不苛徵。十一月二十九日，調任山西按察使。
十二年（1832年），九月初一日，調任安徽按察使。九月初四日，因山西按察使任內未能審明陽曲縣知縣「李聯蒙藉案索贓案」案情，上諭與山西巡撫阿勒清阿、布政使邱鳴泰、冀寧道王志瀜、太原府知府王世紱等相關官員一同發交吏部議處，遭降三級調用，以從四品候補。閏九月，又因湖南按察使任內「失察逆猺滋事」，追加處分於補官時再降二級留任。怡然面對，請假歸鄉，縣志稱之「德讓君子之遺風」。
十九年（1839年），補授貴州思南府知府。清理積案，製造紡車，教導人民紡織，半年內街巷充斥紡織聲。主修《思南府續志》。不久後卒於任上。
二十年（1840年），九月與充任貴州學政的次子夏廷榘相聚。冬季卒於任上。
為人端正嚴謹，喜好灑脫的氣節，旁人有過失就當面指摘，因此時有齟齬不合，然而心地仁慈溫和，見善必為，憐憫喪家，樂於施與，死後受各處任官地的百姓追慕。

## 著作
- 道光《高要縣志》（主持編纂）
- 《皇清經解》（主持刊刻）
- 道光《思南府續志》（主持編纂）

## 家庭
- 父：夏家瑜，監生，官至知府，終官同知。
- 兄：
  - 夏修，嘉慶六年（1801年）舉人，官江西建昌府教諭。
  - 夏修憲，官江蘇元和縣主簿。
  - 夏修忠，嘉慶九年（1804年）舉人，官江西南安府訓導。
- 子：夏廷榘，道光十三年（1833年）進士，官至翰林院檢討。
- 姪：
  - 夏廷楨，道光十二年（1832年）進士，官至山東兗沂曹道。
  - 夏廷棻，嘉慶十三年（1808年）舉人，官江西瑞州府教授。
  - 夏廷楫，道光二十年（1840年）舉人，候選訓導。
  - 夏廷松，官廣西蒼梧縣典史。
  - 夏廷梅，官江蘇元和縣典史。
  - 夏廷樾，官至湖北布政使。
- 女婿：曹聯桂，道光十五年（1835年）進士，官湖南衡州府知府。